# Robert Pansart
Robert Pansart, né le 28 mars 1909 à Paris et mort le 27 août 1973 à Beauvais, est un verrier et décorateur français, spécialisé dans les techniques de verre gravé, oxydé et églomisé. Il a essentiellement œuvré des années d'après guerre aux années 1960avec son équipe de plus de 10 salariés.

## Principales réalisations
S'il est essentiellement connu pour ses miroirs ornés de figures et décors d'arabesques, Pansart a également réalisé un certain nombre de meubles aux formes baroques assez fantastiques, rappelant l'univers de contes de fée, dans un goût typique des années 1940-1950.
Ses miroirs apparaissent souvent dans le marche de l'art et des antiquités et sont des objets de collection. Il est, avec Pierre Lardin et Max Ingrand un des verriers les plus connus et talentueux de la période. André Grozdanovitch a été son principal collaborateur, dessinateur, concepteur et décorateur, ils ont coopéré pendant les deux dernières décennies de l'atelier. Son œuvre, en France et au Maroc reste encore à étudier et à découvrir.
En outre, l'entreprise a travaillé avec des créateurs indépendants, Serge Roche, Lucie Dolt et Marc du Plantier et réalisé des dessus de table en verre pour les ferronniers Gilbert Poillerat et Raymond Subes.

## Décors monumentaux

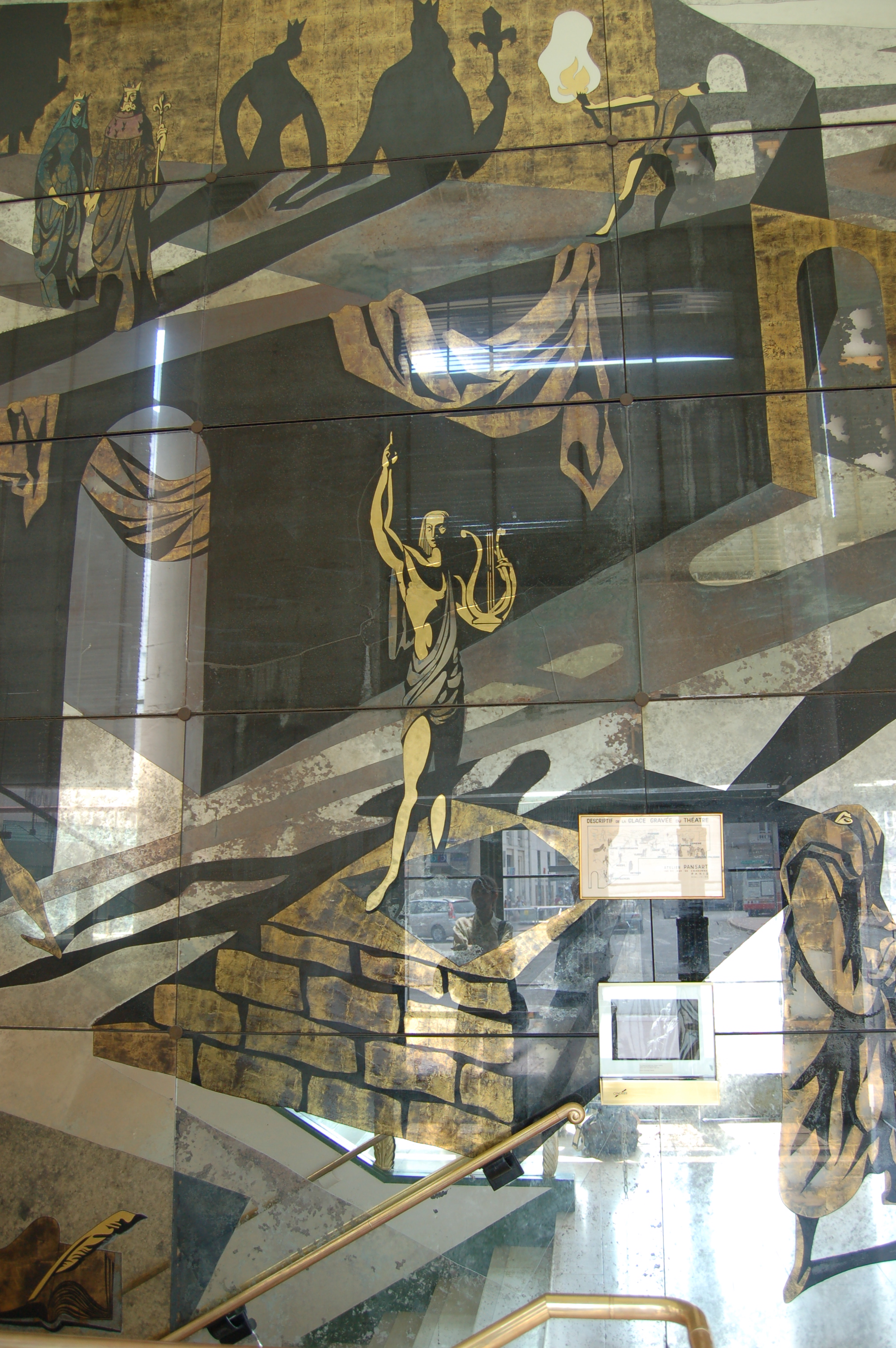
Décor du hall du théâtre de Poitiers, d'après un carton du peintre Grozdanovitch.

- Décor de l'escalier du cinéma Le Berliz à Paris (1951, décor en grande partie détruit vers 1990)
- Décor du théâtre de Poitiers (1955-1956)
- Décors de la salle du théâtre paquebot France en aluminium gravé. Ces panneaux ont été remontés partiellement dans le nouveau théâtre de Saint-Nazaire en 2012[5]